# Paso Pehuenche
Paso Pehuenche es un paso de frontera entre la República Argentina y la República de Chile. 
Se accede en el lado argentino por la carretera RN145, y en el lado chileno por la carretera CH 115, dentro de la Región del Maule. Actualmente, ambas rutas están completamente pavimentadas, desde la ciudad de Talca hasta Malargüe. La altura de este paso es de 2.553 m s. n. m. La policía más cercana de Chile se encuentra en el retén La Mina a 62 km de distancia (km 100 de la Ruta CH 115). El servicio de control se encuentra ubicado en el Complejo Fronterizo Pehuenche, en las cercanías de la Laguna del Maule (km 138). El horario de habilitación del paso tiene dos variantes, uno es de 8.00 a 18.00, si se transita por ruta CH 115, y otro es de 8.00 a 21.00 si se lo hace entre el sector La Mina y la laguna del Maule, según resolución de la Gobernación de la Provincia de Talca del año 2007. 
Del lado argentino se accede por la ruta nacional 145, en la provincia de Mendoza. Las localidades más próximas son Las Loicas, Bardas Blancas y Malargüe. La aduana argentina se encuentra en Las Loicas. 
En noviembre de 2000 comenzaron del lado argentino las obras de pavimentación del paso. El primer tramo de 23 km a partir de la localidad de Bardas Blancas fue finalizado en 2006. En enero del año 2017 quedó oficialmente inaugurada la pavimentación total del último tramo (30 km), que corresponde al lado argentino.
El paso está abierto casi todo el año, exceptuando luego de nevadas intensas en invierno.